# Júlio Duarte Langa
Júlio Duarte Langa (Mangunze, 27 oktober 1927) is een Mozambikaans geestelijke en een kardinaal van de Rooms-Katholieke Kerk.
Langa werd op 9 juni 1957 tot priester gewijd. Op 31 mei 1976 werd hij benoemd tot bisschop van Xai-Xai; zijn bisschopswijding vond plaats op 24 oktober 1976.
Langa ging op 12 juni 2004 met emeritaat.
Langa werd tijdens het consistorie van 14 februari 2015 kardinaal gecreëerd. Hij kreeg de rang van kardinaal-priester. Zijn titelkerk werd de San Gabriele dell’Addolorata. Omdat hij op het moment van creatie ouder was dan tachtig jaar is hij niet kiesgerechtigd bij een toekomstig  conclaaf.